# Grabie (powiat wielicki)
Grabie – wieś w Polsce położona w województwie małopolskim, w powiecie wielickim, w gminie Wieliczka.

## Położenie
Wieś leży na prawym (południowym) brzegu Wisły, sąsiadując od zachodu z wsią Brzegi, od północy (granica na Wiśle) z Krakowem (Nowa Huta), od wschodu z Niepołomicami a od południa z wsią Węgrzce Wielkie.
| SIMC    | Nazwa    | Rodzaj     |
| ------- | -------- | ---------- |
| 0340575 | Szczurów | przysiółek |

Dawniej należący do wsi Zymbrzeg stanowił odrębną gminę jednostkową.

## Historia
Pierwsza wzmianka o Grabiu z roku 1405 znajduje się w dokumencie króla Władysława Jagiełły, który zezwolił na przeniesienie wsi na prawo magdeburskie. Z pewnością wieś istniała już wcześniej i wchodziła w skład kompleksu dóbr Świebodziców-Gryfitów, którego centra znajdowały się w pobliskich Branicach i Ruszczy. Z tego rodu pochodził Wierzbięta z Branic, wymieniony jako właściciel wsi we wzmiankowanym dokumencie. Był on protoplastą rodu Branickich, w którego rękach Grabie pozostawało przez kilka stuleci. Po rozbiorach, przez cały XIX wiek, właścicielami Grabia byli przedstawiciele rodziny Badenich.
Sąsiedztwo Wisły powodowało, że wieś bardzo często nawiedzały powodzie. Z powodu ryzyka wieś była zamieszkana głównie przez najbiedniejszych chłopów oraz rybaków. Powodzie powodowały zmiany biegu Wisły, która w średniowieczu oddzieliła pozostałą na północnym brzegu Wolę Rusiecką, w której pierwotnie mieściła się parafia. Dopiero stopniowe uregulowanie biegu Wisły (likwidacja licznych meandrów) w XIX i XX w. oraz budowa wałów przeciwpowodziowych spowodowały zmniejszenie tego zagrożenia. Wyprostowanie biegu Wisły spowodowało odcięcie jednego z przysiółków – przez pewien czas mieszkańcom Kępy służyła przeprawa promowa, którą jednak zlikwidowano, a przysiółek włączono do Krakowa. W drugiej połowie XIX w. wieś miała liczyć 560 mieszkańców.
Wielkie wydarzenia dziejowe niekiedy dotykały Grabie bezpośrednio. Pewne szkody wieś poniosła podczas wojen napoleońskich w 1813 r. Podczas Wiosny Ludów przez Grabie maszerowały wojska rosyjskie interweniujące na Węgrzech, które pozostawiły po sobie cholerę, której epidemia trwała kilka miesięcy. Podczas I wojny światowej do Grabia dotarły wojska rosyjskie podczas ofensywy w kierunku Krakowa (w listopadzie i grudniu 1914 r.) – wieś poniosła wówczas pewne straty, zarówno wskutek rozbojów żołnierzy (rosyjskich i węgierskich), jak i ostrzału artyleryjskiego podczas walk.
Znacznie cięższa była dla wsi ponad pięcioletnia okupacja hitlerowska w czasie II wojny światowej. Rekwizycje były codziennością, zdarzały się wywózki na roboty do Niemiec, a także morderstwa. Kilku mieszkańców wsi w 1941 r. wcielono do wojskowych taborów sanitarnych i wysłano na front wschodni. Pośród wydarzeń tego czasu wyróżnia się historia biednej rodziny Kępów, która w swoim gospodarstwie przez ponad dwa lata ukrywała żydowską rodzinę Heislerów (w 1992 r. sześcioro Kępów zostało uhonorowanych medalem Sprawiedliwych wśród Narodów Świata). W pobliżu Grabia działały oddziały partyzanckie Batalionów Chłopskich.
W 1898 r. w Grabiu powstała szkoła ludowa (dotąd istniała tylko szkółka parafialna), która w 1914 r. otrzymała nowy budynek. Został on zniszczony podczas II wojny światowej, a odbudowa trwała do lat 50. XX w. Zbudowanie po II wojnie światowej Huty im. Lenina spowodowało zmiany w strukturze zawodowej ludności. Wielu mieszkańców, dotąd w zdecydowanej większości rolników, podjęło pracę w hucie. W latach 50. XX w. przeprowadzono elektryfikację wsi, w późniejszym okresie doprowadzono także gaz. W 1984 r. wykonano asfaltową drogę.

## Zabytki
Obiekt wpisany do rejestru zabytków nieruchomych województwa małopolskiego.
- Kościół parafialny pw. Wniebowzięcia NPM, dzwonnica, otoczenie w obrębie otoczenia.

## Kościół parafialny
W Grabiu znajduje się cenny, drewniany kościół pod wezwaniem Wniebowzięcia Najświętszej Marii Panny, pochodzący z połowy XVIII w. Parafia istniała już w średniowieczu, pierwsza świątynia w Grabiu powstała najprawdopodobniej w pierwszej połowie XV w. z fundacji Wierzbięty z Branic. Przeniósł on wówczas siedzibę założonej w 1386 r. parafii z Woli Rusieckiej. Z tego kościoła pochodzi m.in. kamienna gotycka chrzcielnica oraz zachowany fragmentarycznie gotycki portal do zakrystii. Co najmniej od XVI w. działała przy kościele szkółka parafialna.
Istniejąca dzisiaj budowla została wzniesiona na nowym miejscu w latach 40. XVIII w. (od 1742 do 1747 r.) staraniem księży Jakuba Cichońskiego (miejscowego proboszcza) oraz Wawrzyńca Rempalskiego i Antoniego Krząnowskiego (dziekanów proszowickich). Konsekracji świątyni 14 września 1747 r. dokonał biskup krakowski Michał Ignacy Kunicki. Kościółek kilkakrotnie był remontowany i nieznacznie przerabiany, m.in. po zniszczeniach z 1914 r. (kościół wówczas został zdewastowany i obrabowany).
Kościółek jest drewniany, salowy z chórem muzycznym ponad głównym wejściem, bez wieży, jedynie z sygnaturką na dachu. Obok kościoła znajduje się wolno stojąca drewniana dzwonnica. Wnętrze (w tym strop) zdobione jest polichromią, pierwotna została wykonana w 1754 r., obecna, wykorzystująca zapewne pozostałości starszej, w 1907 r. W ołtarzu głównym znajduje się uznawany za cudowny obraz Matki Bożej Grabskiej, pochodzący prawdopodobnie z XVII w.

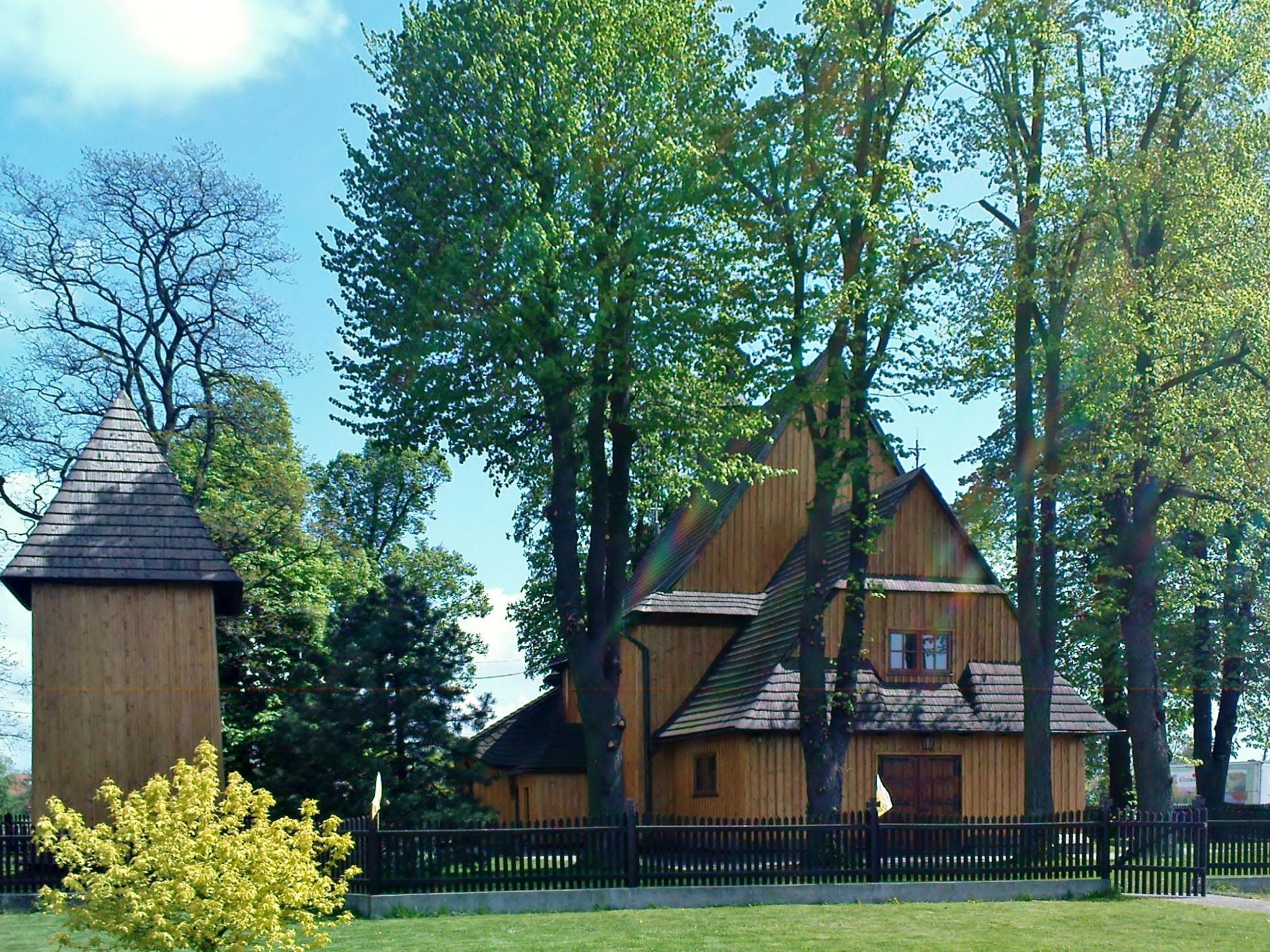
Wejście główne i dzwonnica
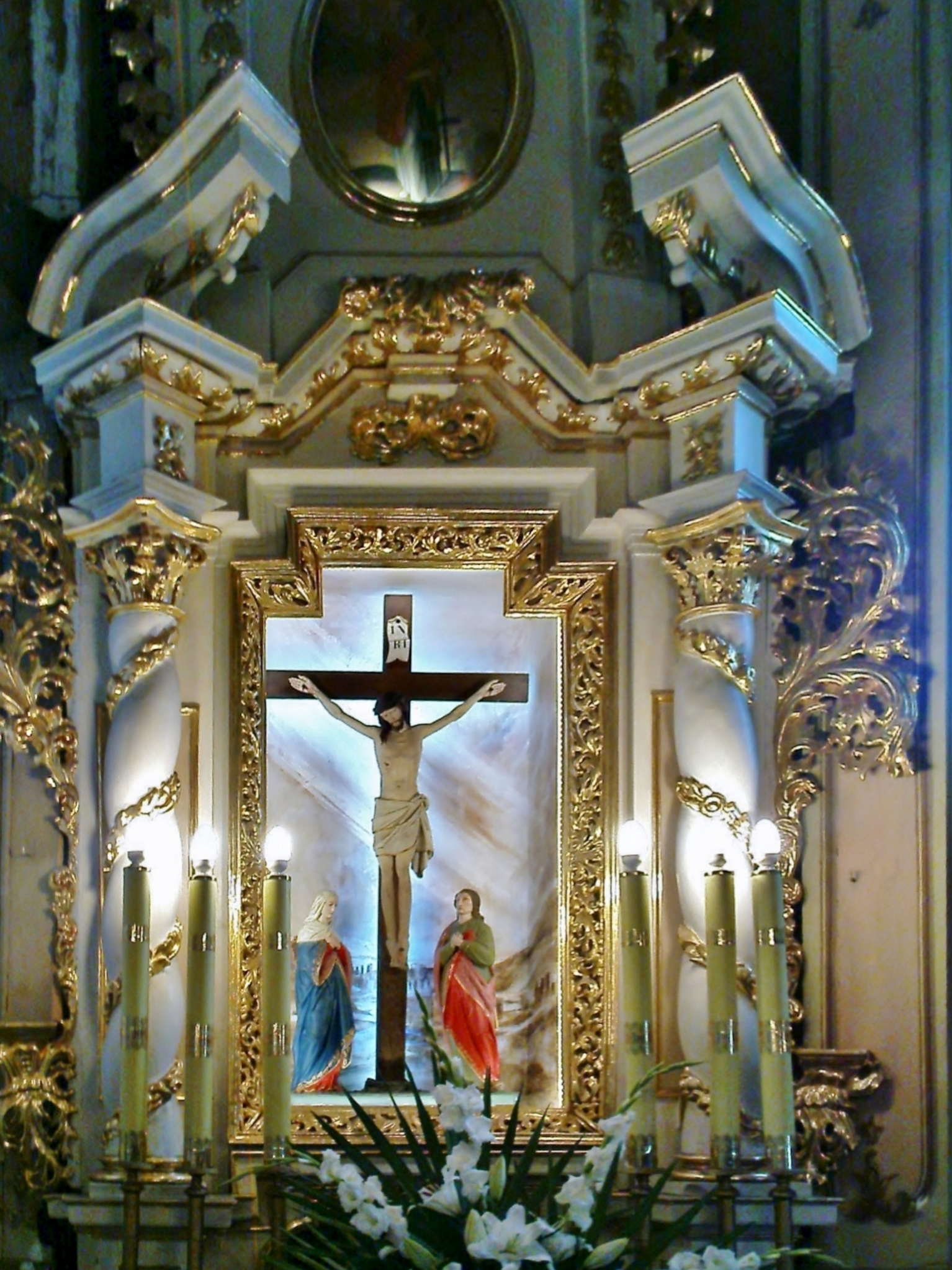
Prawy ołtarz boczny
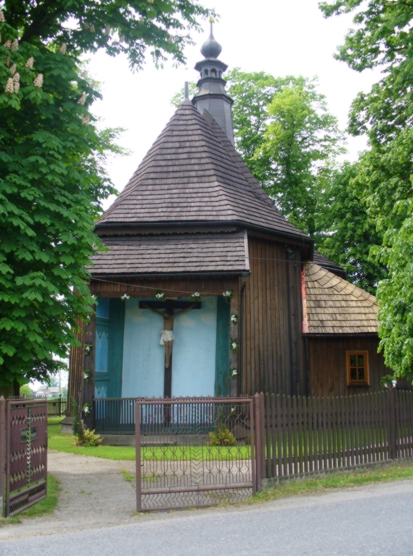
Krzyż na ścianie szczytowej
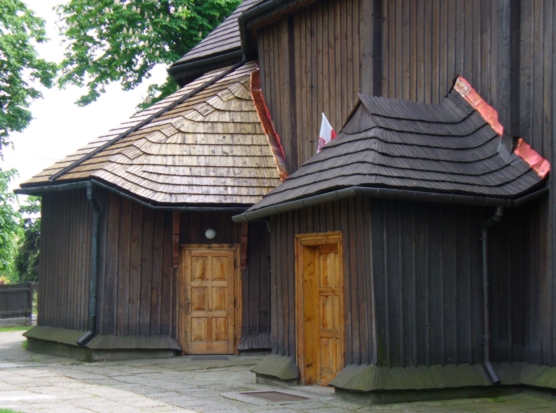
Boczne wejścia

## Grabie dziś
W Grabiu znajduje się Centrum Fatimy, należące do Samarytańskiego Ruchu Maryi „Jedność”, kierowane przez ks. gen. Andrzeja Michałka (urodzonego w Grabiu), i Miasteczko Osób Niepełnosprawnych, również będące własnością zakonu. Samarytanie prowadzą tutaj Dom Pomocy Społecznej „Miłosierny Samarytanin”.

## Sport
Klub piłkarski Wiślanka Grabie, powstały w latach 50. XX w. reprezentuje wieś w rozgrywkach IV ligi (sezon 2017/2018), co stanowi najwyższy poziom rozgrywkowy, na jakim klub występował.

## Osoby związane z miejscowością
- Maciej Szarek. Był jednym z pierwszych polskich poetów i pisarzy ludowych, mieszkający w sąsiednich Brzegach. Został pochowany na tutejszym cmentarzu; jego imię nosi lokalna szkoła podstawowa.
- Jan Sendorek, oficer Legionów Piłsudskiego oraz dowódca 1 i 2 Pułku Lotniczego w okresie międzywojennym.